# Idose
A idose é um monossacarídeo do tipo hexose, de fórmula química C6H12O6. Faz parte do grupo das aldoses e é um componente do ácido idurônico, do sulfato de dermatan e do sulfato de heparina. É produzido pela condensação aldólica do gliceraldeído.